# Angraecopsis parva
Angraecopsis parva là một loài thực vật có hoa trong họ Lan. Loài này được (P.J.Cribb) P.J.Cribb mô tả khoa học đầu tiên năm 1989.